# Романовка (Зеньковский район)
Романовка (укр. Романівка) — село,
Загруновский сельский совет,
Зеньковский район,
Полтавская область,
Украина.
Код КОАТУУ — 5321382002. Население по переписи 2001 года составляло 133 человека.

## Географическое положение
Село Романовка находится на левом берегу реки Грунь-Ташань,
выше по течению на расстоянии в 4,5 км расположено село Загруновка,
ниже по течению на расстоянии в 5 км расположено село Ковалёвка (Шишацкий район).
Около села большое озеро Борисово.
К селу примыкают большие лесные массивы (сосна).

## История
- 1650 — дата основания.
- Покровская церковь известна с 1724 года[2]
- Есть на карте 1816 года[3]

## Экономика
- Птице-товарная ферма.